# Мумтаз Мадгвані
Мумтаз Аскарі Мадгвані (хінді मुमताज़; нар. 31 липня 1947, Бомбей, Британська Індія) — індійська актриса, в першу чергу відома своєю роботою у фільмах мовою хінді. є лауреатом премії Filmfare і в тому числі за внесок у кіно мовою хінді.

## Біографія
Народилася 31 липня 1947 року в місті Бомбей , Британська Індія  .
Мумтаз народилася у злиднях у міських нетрях Бомбея і дебютувала в 11 років у фільмі «Золотий птах» (1958). Після невеликих ролей підлітка у таких фільмах, як: Stree (1961), «Золоті гойдалки» (1963) і «Незмивна пляма» (1963), Мумтаз перейшла до провідних ролей у серії бойовиків із борцем Дарою Сінгхом: Faulad (1963) та Daku Mangal Singh (1966).
За участю цих фільмах її назвали «героїнею каскадерського фільму», і її кінокар'єра застопорилася. Потім вона зіграла ролі другого плану у фільмах: " Рам і Шіам " (1967), "Мій найулюбленіший друг" (1968) і "Брахмачарі" (1968), які були добре зустрінуті критиками.
Перелом у кар'єрі Мумтаз стався у сімейній драмі «У сум'ятті» (1969). Вона зарекомендувала себе як одна з провідних акторок хінді-кіно з фільмами: «Дорога на щастя» (1969), «Випробування дружби» (1969), «Небезпечна схожість» (1970), «Іграшка» (1970), «Він і вона »(1971), « Брат і сестра » (1971), «Хитрість проти жадібності» (1972), «Безмежник» (1973), «По той бік озера» (1973), «Самозванці мимоволі» (1974), «Клянусь вами» (1974), «Шматок хліба» (1974), «Випробовування кохання» (1975) та «Кобра» (1976).
Після своєї появи у драмі «Дзеркало» (1977) Мумтаз взяла творчу відпустку на 13 років, повернувшись у фільмі Aandhiyan (1990), після чого пішла з кіно.
На пізніх етапах у кіно Мумтаз зайняла свою нішу та стала відома своєю універсальністю та уникненням повтору типажу, які спочатку зупинили її кар'єру. Вона стала відомим секс-символом у 1970-х роках і зарекомендувала себе як найоплачуваніша жінка в індійській індустрії розваг з кінця 1960-х до середини 1970-х років.
Після виходу з кіно вона оселилася в Лондоні зі своїм чоловіком, бізнесменом Уганди Маюром Мадхвані, від якого у неї дві дочки. Вона виступала за допомогу тим, хто вижив після хвороби раку грудей, і знялася в документальному фільмі «1 на хвилину» (2010).